# 內夫得沙漠
內夫得沙漠（阿拉伯語：صَحْرَاء النَفُود，羅馬化：Ṣaḥrā’ al-Nafūd）是阿拉伯半島北部的沙漠，處於大型橢圓形盆地，座標位置28°18′N 41°0′E / 28.300°N 41.000°E，長290公里、闊225公里，面積103,600平方公里，經長800英里長、15至50英里闊的達哈拉沙漠（Dahna）與魯卜哈利沙漠相連。內夫得沙漠每年下雨一至兩次，沙漠中不時突然吹來疾風，形成新月形的大型沙丘。